# Neopedies acutifrons
Neopedies acutifrons är en insektsart som beskrevs av Ronderos 1991. Neopedies acutifrons ingår i släktet Neopedies och familjen gräshoppor. Inga underarter finns listade i Catalogue of Life.